# Strumienie miłości
Strumienie miłości (ang. Love Streams) – amerykański film z 1984 roku wyreżyserowany przez Johna Cassavetesa.
Film otrzymał w 1984 Złotego Niedźwiedzia na Berlinale i nagrodę FIPRESCI.

## Fabuła
Sarah (Gena Rowlands), na czas rozwodu z mężem, postanawia zamieszkać z bratem Robertem (John Cassavetes). Rodzina odeszła od niej nie mogąc znieść jej impulsywności i intensywnego przeżywania świata. Mąż chce ograniczyć jej prawa rodzicielskie. Robert natomiast jest uzależnionym od alkoholu pisarzem. Ne chce nawiązać bliższych relacji z ludźmi i założyć rodziny. Film jest dramatem opowiadającym o wrażliwych i nieprzystosowanych do świata ludziach.

## Obsada
Źródło:
- Gena Rowlands jako Sarah Lawson
- John Cassavetes jako Robert Harmon
- Seymour Cassel jako Jack Lawson
- Diahnne Abbott jako Susan
- Jakob Show jako Albie Swanson